# 専制政治
専制政治（せんせいせいじ、英: autocracy）とは、支配者層が大多数の被支配者層の政治的関与を認めず恣意的に統治を行う政治体制である。専制支配（せんせいしはい）、専政などとも称される。
支配者層と被支配者層とが身分的に分かれていた社会において、身分的支配層が被治者と無関係に営む統治の仕方である。

## 概要
政治思想としては、君主の支配権は神意に基づくとする王権神授説、家族に対して絶対的支配権をもつ家長の頂点に位置している君主は当然に絶対的権力をもつとする家父長制論、領土・人民は君主の世襲財産と見なす家産国家論などがある。イギリス・アメリカ・フランスなどの先進諸国に追い付くために国家の絶対的優位の思想のもとに近代化を進めたドイツの啓蒙君主制においても、そこにおいて人権や自由が十分に保障されていなかったので専制君主制の一種と見なすことができる。また、明治憲法下の日本も形式的には立憲主義を採っていたが、神権説や家族国家観によって人権や自由が著しく制限されていたので、専制的な性格の強い君主制であったといえる。

## 独裁政治との違い
専制政治とは、上記の通り「身分的支配層が被治者と無関係に営む統治」である。それに対して独裁政治とは、形式上は国民の大多数の支持による民主的手続きにより、身分が同一である独裁者へ権力が付託される。
ただし、独裁党の党員・幹部などが実質的に身分が異なる支配層・支配階級を成し、専制形態へ近づく場合もあり、反抗する民衆に対しては弾圧なども生じる。

## 専制支配層
専制政治では、身分が確立しており、統治者と被統治者が完全に分離している。支配者の地位は国民の支持ではなく、血統など別の理由によって保証される。そして専制君主によって国民の弾圧が行われた場合、それは身分を固定する手段としてなされる。
そうした専制政治の理想の典型例が、古代中国の伝説の帝王・堯の「鼓腹撃壌」の逸話である。老百姓が「帝の力がなんであろう。居ても居なくてもおなじことさ。」と楽しげに歌っているのを見て、堯は天下が平和に治まっている事を悟ったとされる。専制政治においては、国民が専制君主を熱狂的に支持する事も望ましい事ではなく、専制君主とも無関係であると認識するのが理想だという事である。堯の逸話は伝説であるが、秦の商鞅が国政改革を行った際に、改革を批判された場合に留まらず、民衆が改革を支持した場合にすらこれを弾圧したという逸話がある。これは国民が政治に対して、どんな形であろうとも関わるべきではないという専制政治の真髄を表したものと言える。
日本古代史において、専制君主とされる例は、天武天皇と、女帝である称徳天皇（吉川真司説）が挙げられる。

## ソビエト連邦
ロシア革命によりボリシェヴィキのウラジーミル・レーニンらが成立させたロシア・ソビエト連邦社会主義共和国およびソビエト連邦に対して、専制政治であるとして批判する見解がある。
ロシア社会革命党員としてロシア革命で活躍した社会学者ピティリム・ソローキンは、レーニンに反対したため弾圧され、1922年にアメリカに亡命したが、その体験から暴力革命やソ連の共産主義に対して、ナチズムと同一水準に論じて批判した。ソローキンは、ロシアの共産主義体制における労働者と農民の搾取は、資本主義やツァーリ時代の搾取よりも厳しいものとなり、自由の代わりに、限度のない独裁政治、少数の特権的な「貴族」が支配する貴族制、専制政治が登場したと証言した。
法哲学者ハンス・ケルゼンは『民主主義の本質と価値』(1920/1929)『社会主義と国家』(1920)などでソビエト・ロシア、およびマルクス主義における独裁理論や、民主主義の否定について批判している。ケルゼンによれば、レーニンは「革命運動の歴史において、個人の独裁は屢々、革命的階級の独裁の代弁者・担い手・先導者であった」とし、専制制の原理を援用している。
オーストリア学派の経済学者フリードリヒ・ハイエクは、「自由と経済体制」(1938/39)において、共産党一党独裁制国家のような権威主義的体制による統制は、ついには全体主義政府になるとする。ハイエクは、次のように述べる。
ソ連の共産党一党独裁制国家における特権的な支配階級は、ノーメンクラトゥーラ（赤い貴族）とも呼ばれた。